# グスタフ・マハティ
グスタフ・マハティ（Gustav Machatý、1901年5月9日 - 1963年12月13日）は、チェコスロバキアの映画監督・脚本家・俳優。主な作品は、1933年の映画『春の調べ』など。第二次世界大戦後、西ドイツへ移住して映画学校で教鞭をとった。

## フィルモグラフィ
- Teddy by kouřil （1919年、監督）
- Kreutzerova sonáta （1927年、監督・脚本）
- Švejk v civilu （1927年、監督）
- Schwejk in Zivil （1928年、監督）
- Erotikon （1929年、監督・脚本）
- Ze soboty na neděli （1931年、監督・脚本）
- Načeradec král kibiců （1931年、監督・脚本）
- 『春の調べ』 - Extase （1933年、監督・脚本）
- 『春の流れ』 - Nocturno （1934年、監督・脚本・出演）
- 『春愁』 - Ballerine  （1936年、監督・脚本）
- The Wrong way out （1938年、監督）
- Within the law （1939年、監督）
- Jealousy （1945年、監督・脚本）
- Hledané dítě 312 （1955年、監督・脚本）
- 『ヒトラー暗殺』 - Es geschah am 20. Juli （1955年、脚本）